# Списак епизода серије Дужност

Дужност је британска полицијска серија канала ББЦ. Серија је почела емитовање 26. јуна 2012. године и постала је најбоља драма канала ББЦ 2 за десет година са са просечним бројем гледалаца од 4,1 милион. Прва сезона је емитована од 26. јуна до 64. јула 2012. године, друга од 12. фебруара до 19. марта 2014. године, трећа од 24. марта до 28. априла 2016. године, а четврта од 26. марта до 30. априла 2017. године. Емитовање пете сезоне ће почети 2019. године.
Серија Дужност за сада броји 4. сезоне и 23 епизоде.

## Преглед
| Сезона | Сезона | Епизоде | Епизоде | Оригинално емитовање | Оригинално емитовање | Оригинално емитовање | Просечан број гледалаца (у милионима) |
| Сезона | Сезона | Епизоде | Епизоде | Премијера            | Финале               | Мрежа                | Просечан број гледалаца (у милионима) |
| ------ | ------ | ------- | ------- | -------------------- | -------------------- | -------------------- | ------------------------------------- |
|        | 1.     | 5       | 5       | 26. јун 2012.        | 24. јул 2012.        | ББЦ 2                | 3.80                                  |
|        | 2.     | 6       | 6       | 12. фебруар 2014.    | 19. март 2014.       | ББЦ 2                | 3.43                                  |
|        | 3.     | 6       | 6       | 24. март 2016.       | 28. април 2016.      | ББЦ 2                | 5.42                                  |
|        | 4.     | 6       | 6       | 26. март 2017.       | 30. април 2017.      | ББЦ 1                | 9.55                                  |
|        | 5.     | 6       | 6       | 31. март 2019.       | 5. мај 2019.         | ББЦ 1                | 12.85                                 |
|        | 6.     | 7       | 7       | 21. март 2021.       | 2. мај 2021.         | ББЦ 1                | н. п.                                 |

## Епизоде

### 1. сезона (2012)
Лени Џејмс, Мартин Компстон, Вики Меклур, Крег Паркинсон и Адријан Данбар су ушли у главну поставу на почетку сезоне.
| Бр. еп. (укупно) | Бр. еп. (у сезони) | Наслов            | Редитељ        | Сценариста   | Премијера     | Гледаност у Великој Британији (милиони) |
| ---------------- | ------------------ | ----------------- | -------------- | ------------ | ------------- | --------------------------------------- |
| 1                | 1                  | "Злокобна ствар"  | Дејвид Кефри   | Џед Меркурио | 26. јун 2012. | 3.76                                    |
| 2                | 2                  | "Напад"           | Дејвид Кефри   | Џед Меркурио | 3. јул 2012.  | 3.84                                    |
| 3                | 3                  | "У клопци"        | Дејвид Кефри   | Џед Меркурио | 10. јул 2012. | 3.80                                    |
| 4                | 4                  | "Терор"           | Даглас Мекинон | Џед Меркурио | 17. јул 2012. | 3.87                                    |
| 5                | 5                  | "Условна слобода" | Даглас Мекинон | Џед Меркурио | 24. јул 2012. | 3.72                                    |

### 2. сезона (2014)
Кили Хос је заменила Ленија Џејмса на почетку ове сезоне.
| Бр. еп. (укупно) | Бр. еп. (у сезони) | Наслов          | Редитељ        | Сценариста   | Премијера         | Гледаност у Великој Британији (милиони) |
| ---------------- | ------------------ | --------------- | -------------- | ------------ | ----------------- | --------------------------------------- |
| 6                | 1                  | "Заседа"        | Даглас Мекинон | Џед Меркурио | 12. фебруар 2014. | 2.74                                    |
| 7                | 2                  | "Карли"         | Даглас Мекинон | Џед Меркурио | 19. фебруар 2014. | 3.21                                    |
| 8                | 3                  | "Иза решетака"  | Даглас Мекинон | Џед Меркурио | 26. фебруар 2014. | 3.34                                    |
| 9                | 4                  | "Крвави новац"  | Данијел Нетим  | Џед Меркурио | 5. март 2014.     | 3.46                                    |
| 10               | 5                  | "Последње речи" | Данијел Нетим  | Џед Меркурио | 12. март 2014.    | 3.73                                    |
| 11               | 6                  | "Потрчко"       | Данијел Нетим  | Џед Меркурио | 19. март 2014.    | 4.12                                    |

### 3. сезона (2016)
Данијел Мејс је заменио Кили Хос на почетку ове сезоне. Кили Хос се у овој сезони појавила епизодно. Крег Паркинсон је напустио главну поставу на крају сезоне.
| Бр. еп. (укупно) | Бр. еп. (у сезони) | Наслов               | Редитељ       | Сценариста   | Премијера       | Гледаност у Великој Британији (милиони) |
| ---------------- | ------------------ | -------------------- | ------------- | ------------ | --------------- | --------------------------------------- |
| 12               | 1                  | "Чудовишта"          | Мајкл Килор   | Џед Меркурио | 24. март 2016.  | 3.54                                    |
| 13               | 2                  | "Поступак"           | Мајкл Килор   | Џед Меркурио | 31. март 2016.  | 6.02                                    |
| 14               | 3                  | "Легло змија"        | Мајкл Килор   | Џед Меркурио | 7. април 2016.  | 5.73                                    |
| 15               | 4                  | "Негативни притисак" | Џон Стрикланд | Џед Меркурио | 14. април 2016. | 5.55                                    |
| 16               | 5                  | "Списак"             | Џон Стрикланд | Џед Меркурио | 21. април 2016. | 5.72                                    |
| 17               | 6                  | "Провала"            | Џон Стрикланд | Џед Меркурио | 28. април 2016. | 5.93                                    |

### 4. сезона (2017)
Тандивеј Њутон и Ројс Пјересон су заменили Данијела Мејса и Крега Паркинсона на почетку сезоне.
| Бр. еп. (укупно) | Бр. еп. (у сезони) | Наслов                   | Редитељ       | Сценариста   | Премијера       | Гледаност у Великој Британији (милиони) |
| ---------------- | ------------------ | ------------------------ | ------------- | ------------ | --------------- | --------------------------------------- |
| 18               | 1                  | "У сенци истине"         | Џед Меркурио  | Џед Меркурио | 26. март 2017.  | 9.21                                    |
| 19               | 2                  | "Ко ведри и облачи"      | Џед Меркурио  | Џед Меркурио | 2. април 2017.  | 9.04                                    |
| 20               | 3                  | "У замци"                | Џон Стрикланд | Џед Меркурио | 9. април 2017.  | 9.05                                    |
| 21               | 4                  | "Скрупулозна надмоћност" | Џон Стрикланд | Џед Меркурио | 16. април 2017. | 9.60                                    |
| 22               | 5                  | "Гнездо лажова"          | Џон Стрикланд | Џед Меркурио | 23. април 2017. | 9.98                                    |
| 23               | 6                  | "Краљевско ловиште"      | Џон Стрикланд | Џед Меркурио | 30. април 2017. | 10.40                                   |

### 5. сезона (2019)
Стивен Грејем је заменио Танди Њутон на почетку ове сезоне.
| Бр. еп. (укупно) | Бр. еп. (у сезони) | Наслов      | Редитељ       | Сценариста   | Премијера       | Гледаност у Великој Британији (милиони) |
| ---------------- | ------------------ | ----------- | ------------- | ------------ | --------------- | --------------------------------------- |
| 24               | 1                  | "Отмица"    | Џон Стрикланд | Џед Меркурио | 31. март 2019.  | 13.20                                   |
| 25               | 2                  | "Коверта"   | Џон Стрикланд | Џед Меркурио | 7. април 2019.  | 12.43                                   |
| 26               | 3                  | "Веза"      | Џон Стрикланд | Џед Меркурио | 14. април 2019. | 12.59                                   |
| 27               | 4                  | "Корбет"    | Џон Стрикланд | Џед Меркурио | 21. април 2019. | 12.34                                   |
| 28               | 5                  | "Хејстингс" | Су Тали       | Џед Меркурио | 28. април 2019. | 12.91                                   |
| 29               | 6                  | "Хапшење"   | Су Тали       | Џед Меркурио | 5. мај 2019.    | 13.67                                   |

### 6. сезона (2021)
- Кели Мекдоналд је заменила Стивена Грејема на почетку ове сезоне.
- Шалом Брун-Френклин се придружила главној постави на почетку сезоне.

| Бр. еп. (укупно) | Бр. еп. (у сезони) | Наслов                | Редитељ       | Сценариста   | Премијера       | Гледаност у Великој Британији (милиони) |
| ---------------- | ------------------ | --------------------- | ------------- | ------------ | --------------- | --------------------------------------- |
| 30               | 1                  | "Операција Светионик" | Данијел Нетим | Џед Меркурио | 21. март 2021.  | 15.20                                   |
| 31               | 2                  | "Истрага"             | Данијел Нетим | Џед Меркурио | 28. март 2021.  | 14.53                                   |
| 32               | 3                  | "Намештаљка"          | Гарет Брин    | Џед Меркурио | 4. април 2021.  | 14.82                                   |
| 33               | 4                  | "Пацов"               | Гарет Брин    | Џед Меркурио | 11. април 2021. | 15.33                                   |
| 34               | 5                  | "Акција"              | Џени Дарнел   | Џед Меркурио | 18. април 2021. | 15.10                                   |
| 35               | 6                  | "Хапшење"             | Џени Дарнел   | Џед Меркурио | 25. април 2021. | 16.28                                   |
| 36               | 7                  | "Четврти човек"       | Џени Дарнел   | Џед Меркурио | 2. мај 2021.    | 16.44                                   |